# 사쿠라자와촌
사쿠라자와촌(桜沢村)은 사이타마현 한자와군·오사토군에 설치되었던 촌이다. 현재의 요리이정에 해당한다.